# Турти-Хутір
Турти-Хутір (рос. Турты-Хутор) — село у Ножай-Юртовському районі Чечні Російської Федерації.
Населення становить 376 осіб. Входить до складу муніципального утворення Аллеройське сільське поселення.

## Історія
Згідно із законом від 20 лютого 2009 року органом місцевого самоврядування є Аллеройське сільське поселення.

## Населення
| 1990 | 2002 | 2010 |
| ---- | ---- | ---- |
| 441  | ↘395 | ↘376 |